# Deuxième circonscription du Loiret
La deuxième circonscription du Loiret est l'une des six circonscription législative française que compte le département du Loiret (région Centre-Val de Loire).
Elle est représentée par Emmanuel Duplessy depuis 2024.

## Description géographique et démographique

### De 1958 à 1986
La deuxième circonscription du Loiret  était composée de :
- canton d'Artenay
- canton de Beaugency
- canton de Cléry-Saint-André
- canton de Meung-sur-Loire
- canton d'Orléans-Nord-Ouest
- canton d'Orléans-Ouest
- canton de Patay

Source : Journal Officiel du 14-15 Octobre 1958.

### Depuis 1988
La deuxième circonscription du Loiret, dite Orléans-Ouest, représente l'Ouest du département.
La deuxième circonscription du Loiret  est composée de :
- canton d'Artenay
- canton d'Ingré
- canton de Meung-sur-Loire
- canton d'Orléans-Bannier
- canton d'Orléans-Carmes
- canton de Patay
- canton de Saint-Jean-de-la-Ruelle

## Historique des résultats
| Législature | Début de mandat | Fin de mandat  | Député            | Parti politique | Observations |
| ----------- | --------------- | -------------- | ----------------- | --------------- | --- |
| IXe         | 23 juin 1988    | 1er avril 1993 | Éric Doligé       | RPR             | Maire de Meung-sur-Loire, conseiller général du Loiret                                                                                       |
| Xe          | 2 avril 1993    | 21 avril 1997  | Éric Doligé       | RPR             | Maire de Meung-sur-Loire, conseiller général du Loiret Mandat écourté à la suite d'une dissolution parlementaire décidée par Jacques Chirac. |
| XIe         | 12 juin 1997    | 18 juin 2002   | Éric Doligé       | RPR             | Maire de Meung-sur-Loire, Président du Conseil général du Loiret                                                                             |
| XIIe        | 19 juin 2002    | 19 juin 2007   | Serge Grouard     | UMP             | Maire d'Orléans |
| XIIIe       | 20 juin 2007    | 19 juin 2012   | Serge Grouard     | UMP             | Maire d'Orléans |
| XIVe        | 20 juin 2012    | 20 juin 2017   | Serge Grouard     | UMP             | Maire d'Orléans |
| XVe         | 21 juin 2017    | 21 juin 2022   | Caroline Janvier  | LREM            | |
| XVIe        | 22 juin 2022    | 9 juin 2024    | Caroline Janvier  | RE              | Mandat écourté à la suite d'une dissolution parlementaire décidée par Emmanuel Macron.                                                       |
| XVIIe       | 8 juillet 2024  | En cours       | Emmanuel Duplessy | G·s             | |

## Résultats des élections

### Élections de 1958
| Candidat       | Candidat           | Parti                     | Premier tour | Premier tour | Second tour | Second tour |  |
| Candidat       | Candidat           | Parti                     | Voix         | %            | Voix        | %           |  |
| -------------- | ------------------ | ------------------------- | ------------ | ------------ | ----------- | ----------- |  |
|                | Pierre Gabelle élu | MRP                       | 11 199       | 25,44        | 17 958      | 41,22       |  |
|                | Pierre Perroy      | CNIP (UNR)                | 10 332       | 23,47        | 14 158      | 32,49       |  |
|                | André Chène        | PCF                       | 8 346        | 18,96        | 11 455      | 26,29       |  |
|                | Maxime Perrard     | SFIO                      | 5 811        | 13,2         | Retrait     | Retrait     |  |
|                | Paul Trompat       | UFF                       | 3 221        | 7,32         | Retrait     | Retrait     |  |
|                | Jean Questiau      | Radsoc                    | 3 112        | 7,07         | Retrait     | Retrait     |  |
|                | Edgar Cochet       | Divers droite (Gaulliste) | 2 004        | 4,55         |             |             |  |
|                |                    |                           |              |              |             |             |  |
| Inscrits       | Inscrits           | Inscrits                  | 56 665       | 100,00       | 56 654      | 100,00      |  |
| Abstentions    | Abstentions        | Abstentions               | 10 963       | 19,35        | 11 486      | 20,27       |  |
| Votants        | Votants            | Votants                   | 45 702       | 80,65        | 45 168      | 79,73       |  |
| Blancs et nuls | Blancs et nuls     | Blancs et nuls            | 1 677        | 3,67         | 1 597       | 3,54        |  |
| Exprimés       | Exprimés           | Exprimés                  | 44 025       | 96,33        | 43 571      | 96,46       |  |

Le suppléant de Pierre Gabelle était Victor Neilz, commerçant à Meung-sur-Loire, conseiller municipal d'Orléans.

### Élections de 1962
| Candidat       | Candidat               | Parti          | Premier tour | Premier tour | Second tour | Second tour |  |
| Candidat       | Candidat               | Parti          | Voix         | %            | Voix        | %           |  |
| -------------- | ---------------------- | -------------- | ------------ | ------------ | ----------- | ----------- |  |
|                | Louis Sallé élu        | UNR-UDT        | 13 745       | 34,78        | 20 348      | 47,44       |  |
|                | Pierre Gabelle sortant | MRP            | 8 646        | 21,88        | 9 501       | 22,15       |  |
|                | André Chène            | PCF            | 8 382        | 21,21        | 13 043      | 30,41       |  |
|                | Robert Moreau          | SFIO           | 5 156        | 13,05        | Retrait     | Retrait     |  |
|                | Fred Leblanc           | CNIP           | 3 594        | 9,09         | Retrait     | Retrait     |  |
|                |                        |                |              |              |             |             |  |
| Inscrits       | Inscrits               | Inscrits       | 58 510       | 100,00       | 58 484      | 100,00      |  |
| Abstentions    | Abstentions            | Abstentions    | 17 503       | 29,91        | 14 190      | 24,26       |  |
| Votants        | Votants                | Votants        | 41 007       | 70,09        | 44 294      | 75,74       |  |
| Blancs et nuls | Blancs et nuls         | Blancs et nuls | 1 484        | 3,62         | 1 402       | 3,17        |  |
| Exprimés       | Exprimés               | Exprimés       | 39 523       | 96,38        | 42 892      | 96,83       |  |

Le suppléant de Louis Sallé était François Cassegrain, commerçant.

### Élections de 1967
| Candidat       | Candidat                  | Parti          | Premier tour | Premier tour | Second tour | Second tour |  |
| Candidat       | Candidat                  | Parti          | Voix         | %            | Voix        | %           |  |
| -------------- | ------------------------- | -------------- | ------------ | ------------ | ----------- | ----------- |  |
|                | Louis Sallé sortant réélu | UD-Ve          | 20 792       | 40,54        | 27 766      | 58,04       |  |
|                | André Chène               | PCF            | 10 949       | 21,35        | 20 076      | 41,96       |  |
|                | Pierre Thibault           | FGDS (SFIO)    | 9 901        | 19,31        | Retrait     | Retrait     |  |
|                | Pierre Gabelle            | CD (PDM)       | 9 644        | 18,8         | Retrait     | Retrait     |  |
|                |                           |                |              |              |             |             |  |
| Inscrits       | Inscrits                  | Inscrits       | 64 151       | 100,00       | 64 143      | 100,00      |  |
| Abstentions    | Abstentions               | Abstentions    | 11 551       | 18,01        | 12 925      | 20,15       |  |
| Votants        | Votants                   | Votants        | 52 600       | 81,99        | 51 218      | 79,85       |  |
| Blancs et nuls | Blancs et nuls            | Blancs et nuls | 1 314        | 2,5          | 3 376       | 6,59        |  |
| Exprimés       | Exprimés                  | Exprimés       | 51 286       | 97,5         | 47 842      | 93,41       |  |

Le suppléant de Louis Sallé était François Cassegrain, commerçant, conseiller municipal d'Orléans.

### Élections de 1968
| Candidat       | Candidat                  | Parti          | Premier tour | Premier tour | Second tour | Second tour |  |
| Candidat       | Candidat                  | Parti          | Voix         | %            | Voix        | %           |  |
| -------------- | ------------------------- | -------------- | ------------ | ------------ | ----------- | ----------- |  |
|                | Louis Sallé sortant réélu | UDR (URP)      | 25 189       | 48,87        | 29 588      | 63,49       |  |
|                | André Chène               | PCF            | 10 102       | 19,6         | 17 017      | 36,51       |  |
|                | Pierre Thibault           | FGDS (SFIO)    | 7 218        | 14           | Retrait     | Retrait     |  |
|                | Roland Jeanniot           | CD (PDM)       | 6 775        | 13,14        | Retrait     | Retrait     |  |
|                | Michel Gond               | PSU            | 2 263        | 4,39         |             |             |  |
|                |                           |                |              |              |             |             |  |
| Inscrits       | Inscrits                  | Inscrits       | 63 941       | 100,00       | 63 929      | 100,00      |  |
| Abstentions    | Abstentions               | Abstentions    | 11 618       | 18,17        | 14 914      | 23,33       |  |
| Votants        | Votants                   | Votants        | 52 323       | 81,83        | 49 015      | 76,67       |  |
| Blancs et nuls | Blancs et nuls            | Blancs et nuls | 776          | 1,48         | 2 410       | 4,92        |  |
| Exprimés       | Exprimés                  | Exprimés       | 51 547       | 98,52        | 46 605      | 95,08       |  |

Le suppléant de Louis Sallé était François Cassegrain.

### Élections de 1973
| Candidat       | Candidat                  | Parti          | Premier tour | Premier tour | Second tour | Second tour |  |
| Candidat       | Candidat                  | Parti          | Voix         | %            | Voix        | %           |  |
| -------------- | ------------------------- | -------------- | ------------ | ------------ | ----------- | ----------- |  |
|                | Louis Sallé sortant réélu | UDR (URP)      | 21 396       | 37,01        | 30 642      | 54,2        |  |
|                | André Chène               | PCF            | 15 145       | 26,2         | 25 896      | 45,8        |  |
|                | Pierre Thibault           | PS (UGSD)      | 9 530        | 16,49        | Retrait     | Retrait     |  |
|                | Bernard Huet              | CD (MR)        | 8 290        | 14,34        | Retrait     | Retrait     |  |
|                | Marcel Reggui             | PSU            | 2 771        | 4,79         |             |             |  |
|                | Serge Cavelier            | LCR            | 676          | 1,17         |             |             |  |
|                |                           |                |              |              |             |             |  |
| Inscrits       | Inscrits                  | Inscrits       | 71 093       | 100,00       | 71 070      | 100,00      |  |
| Abstentions    | Abstentions               | Abstentions    | 11 690       | 16,44        | 11 708      | 16,47       |  |
| Votants        | Votants                   | Votants        | 59 403       | 83,56        | 59 362      | 83,53       |  |
| Blancs et nuls | Blancs et nuls            | Blancs et nuls | 1 595        | 2,69         | 2 824       | 4,76        |  |
| Exprimés       | Exprimés                  | Exprimés       | 57 808       | 97,31        | 56 538      | 95,24       |  |

Le suppléant de Louis Sallé était Gaston Galloux, pharmacien, ancien adjoint au maire d'Orléans.

### Élections de 1978
| Candidat       | Candidat                  | Parti                     | Premier tour | Premier tour | Second tour | Second tour |  |
| Candidat       | Candidat                  | Parti                     | Voix         | %            | Voix        | %           |  |
| -------------- | ------------------------- | ------------------------- | ------------ | ------------ | ----------- | ----------- |  |
|                | Louis Sallé sortant réélu | RPR                       | 19 989       | 27,87        | 39 130      | 53,67       |  |
|                | André Chène               | PCF                       | 18 187       | 25,36        | 33 784      | 46,33       |  |
|                | Jean-Claude Portheault    | PS                        | 13 996       | 19,52        | Retrait     | Retrait     |  |
|                | Claude Émonet             | UDF (CDS)                 | 11 927       | 16,63        | Retrait     | Retrait     |  |
|                | Philippe Rouillac         | MDD                       | 2 651        | 3,7          |             |             |  |
|                | Serge Vassal              | MRG                       | 1 341        | 1,87         |             |             |  |
|                | André Chollier            | Divers droite (Gaulliste) | 1 104        | 1,54         |             |             |  |
|                | Patrick Costard           | LO                        | 1 033        | 1,44         |             |             |  |
|                | Christine Deville         | LCR                       | 601          | 0,84         |             |             |  |
|                | Paul Lacombe              | UGP                       | 534          | 0,74         |             |             |  |
|                | Michel Gaurant            | UOPDP                     | 351          | 0,49         |             |             |  |
|                |                           |                           |              |              |             |             |  |
| Inscrits       | Inscrits                  | Inscrits                  | 86 308       | 100,00       | 86 181      | 100,00      |  |
| Abstentions    | Abstentions               | Abstentions               | 12 690       | 14,7         | 10 662      | 12,37       |  |
| Votants        | Votants                   | Votants                   | 73 618       | 85,3         | 75 519      | 87,63       |  |
| Blancs et nuls | Blancs et nuls            | Blancs et nuls            | 1 904        | 2,59         | 2 605       | 3,45        |  |
| Exprimés       | Exprimés                  | Exprimés                  | 71 714       | 97,41        | 72 914      | 96,55       |  |

Le suppléant de Louis Sallé était Pierre Grard, maire de La Chapelle-Saint-Mesmin.

### Élections de 1981
| Candidat       | Candidat                   | Parti          | Premier tour | Premier tour | Second tour | Second tour |  |
| Candidat       | Candidat                   | Parti          | Voix         | %            | Voix        | %           |  |
| -------------- | -------------------------- | -------------- | ------------ | ------------ | ----------- | ----------- |  |
|                | Jean-Claude Portheault élu | PS             | 21 233       | 32,75        | 37 365      | 53,98       |  |
|                | Pierre Grard               | RPR (UNM)      | 14 252       | 21,98        | 31 858      | 46,02       |  |
|                | André Chène                | PCF            | 12 949       | 19,97        | Retrait     | Retrait     |  |
|                | Claude Emonet              | UDF (CDS)      | 8 750        | 13,50        |             |             |  |
|                | Frédéric Cuillerier        | Divers droite  | 6 876        | 10,61        |             |             |  |
|                | Patrick Costard            | LO             | 769          | 1,19         |             |             |  |
|                |                            |                |              |              |             |             |  |
| Inscrits       | Inscrits                   | Inscrits       | 90 090       | 100,00       | 90 088      | 100,00      |  |
| Abstentions    | Abstentions                | Abstentions    | 24 124       | 26,78        | 19 294      | 21,42       |  |
| Votants        | Votants                    | Votants        | 65 966       | 73,22        | 70 794      | 78,58       |  |
| Blancs et nuls | Blancs et nuls             | Blancs et nuls | 1 137        | 1,72         | 1 571       | 2,22        |  |
| Exprimés       | Exprimés                   | Exprimés       | 64 829       | 98,28        | 69 223      | 97,78       |  |

La suppléante de Jean-Claude Portheault était Françoise Croze, maire adjointe de Saran.

### Élections de 1988
| Candidat       | Candidat                       | Parti          | Premier tour | Premier tour | Second tour | Second tour |  |
| Candidat       | Candidat                       | Parti          | Voix         | %            | Voix        | %           |  |
| -------------- | ------------------------------ | -------------- | ------------ | ------------ | ----------- | ----------- |  |
|                | Éric Doligé élu                | RPR (URC)      | 18 983       | 41,74        | 25 231      | 51,37       |  |
|                | Jean-Claude Portheault sortant | PS             | 17 216       | 37,86        | 23 882      | 48,63       |  |
|                | Michel Guérin                  | PCF            | 4 973        | 10,94        |             |             |  |
|                | Michel Rothe                   | FN             | 4 302        | 9,46         |             |             |  |
|                |                                |                |              |              |             |             |  |
| Inscrits       | Inscrits                       | Inscrits       | 68 512       | 100,00       | 68 488      | 100,00      |  |
| Abstentions    | Abstentions                    | Abstentions    | 22 131       | 32,3         | 18 140      | 26,49       |  |
| Votants        | Votants                        | Votants        | 46 381       | 67,7         | 50 348      | 73,51       |  |
| Blancs et nuls | Blancs et nuls                 | Blancs et nuls | 907          | 1,96         | 1 235       | 2,45        |  |
| Exprimés       | Exprimés                       | Exprimés       | 45 474       | 98,04        | 49 113      | 97,55       |  |

Le suppléant d'Éric Doligé était le Docteur Jean-Claude Penot, adjoint au maire d'Orléans.

### Élections de 1993
| Candidat       | Candidat                  | Parti          | Premier tour | Premier tour | Second tour | Second tour |  |
| Candidat       | Candidat                  | Parti          | Voix         | %            | Voix        | %           |  |
| -------------- | ------------------------- | -------------- | ------------ | ------------ | ----------- | ----------- |  |
|                | Éric Doligé sortant réélu | RPR (UPF)      | 21 967       | 45,01        | 29 027      | 62,97       |  |
|                | François Lebon            | PS (ADFP)      | 7 261        | 14,88        | 17 069      | 37,03       |  |
|                | Pierre Bonaccorsi         | FN             | 6 385        | 13,08        |             |             |  |
|                | Bruno Duval               | Les Verts (EÉ) | 5 417        | 11,1         |             |             |  |
|                | Michel Guérin             | PCF            | 5 397        | 11,06        |             |             |  |
|                | Patrick Costard           | LO             | 1 295        | 2,65         |             |             |  |
|                | Michel Tissier            | SÉGA           | 1 078        | 2,21         |             |             |  |
|                | Lyliane Lemoine           | LT-LNÉ         | 1            | 0            |             |             |  |
|                |                           |                |              |              |             |             |  |
| Inscrits       | Inscrits                  | Inscrits       | 71 904       | 100,00       | 71 903      | 100,00      |  |
| Abstentions    | Abstentions               | Abstentions    | 20 459       | 28,45        | 21 819      | 30,35       |  |
| Votants        | Votants                   | Votants        | 51 445       | 71,55        | 50 084      | 69,65       |  |
| Blancs et nuls | Blancs et nuls            | Blancs et nuls | 2 644        | 5,14         | 3 988       | 7,96        |  |
| Exprimés       | Exprimés                  | Exprimés       | 48 801       | 94,86        | 46 096      | 92,04       |  |

La suppléante d'Éric Doligé était Janine Rozier, conseillère générale du canton d'Ingré, maire d'Ormes.

### Élections de 1997
| Candidat       | Candidat                  | Parti          | Premier tour | Premier tour | Second tour | Second tour |  |
| Candidat       | Candidat                  | Parti          | Voix         | %            | Voix        | %           |  |
| -------------- | ------------------------- | -------------- | ------------ | ------------ | ----------- | ----------- |  |
|                | Éric Doligé sortant réélu | RPR            | 15 433       | 32,65        | 25 926      | 53,02       |  |
|                | Nino-Anne Dupieux         | Les Verts (PS) | 10 608       | 22,44        | 22 971      | 46,98       |  |
|                | Michel Rothe              | FN             | 6 930        | 14,66        |             |             |  |
|                | Michel Guérin             | PCF            | 6 041        | 12,78        |             |             |  |
|                | Pascal Guérin             | LDI (MPF)      | 2 643        | 5,59         |             |             |  |
|                | Patrick Costard           | LO             | 1 646        | 3,48         |             |             |  |
|                | Éric Warusfel             | GÉ             | 1 605        | 3,4          |             |             |  |
|                | Bruno Duval               | MÉI            | 1 074        | 2,27         |             |             |  |
|                | Raynaldo Ruiz             | LCR            | 665          | 1,41         |             |             |  |
|                | Marcelle Boucherie        | MDC            | 622          | 1,32         |             |             |  |
|                |                           |                |              |              |             |             |  |
| Inscrits       | Inscrits                  | Inscrits       | 74 151       | 100,00       | 74 147      | 100,00      |  |
| Abstentions    | Abstentions               | Abstentions    | 24 245       | 32,7         | 21 583      | 29,11       |  |
| Votants        | Votants                   | Votants        | 49 906       | 67,3         | 52 564      | 70,89       |  |
| Blancs et nuls | Blancs et nuls            | Blancs et nuls | 2 639        | 5,29         | 3 667       | 6,98        |  |
| Exprimés       | Exprimés                  | Exprimés       | 47 267       | 94,71        | 48 897      | 93,02       |  |

La suppléante d'Éric Doligé était Janine Rozier. Janine Rozier est élue Sénatrice le 23 septembre 2001.

### Élections de 2002
| Candidat       | Candidat             | Parti          | Premier tour | Premier tour | Second tour | Second tour |  |
| Candidat       | Candidat             | Parti          | Voix         | %            | Voix        | %           |  |
| -------------- | -------------------- | -------------- | ------------ | ------------ | ----------- | ----------- |  |
|                | Serge Grouard élu    | UMP            | 21 893       | 44,29        | 25 939      | 57,59       |  |
|                | Christophe Chaillou  | PS             | 14 137       | 28,6         | 19 103      | 42,41       |  |
|                | Jean-Lin Lacapelle   | FN             | 5 845        | 11,82        |             |             |  |
|                | Véronique Daudin     | PCF            | 3 427        | 6,93         |             |             |  |
|                | Bruno Duval          | Cap21          | 1 009        | 2,04         |             |             |  |
|                | Christophe Delaroche | CPNT           | 986          | 1,99         |             |             |  |
|                | Raynaldo Ruiz        | LCR            | 637          | 1,29         |             |             |  |
|                | Christian Dumerain   | LO             | 589          | 1,19         |             |             |  |
|                | Maryse Hari          | MNR            | 477          | 0,96         |             |             |  |
|                | Armand Gayola        | RCF            | 342          | 0,69         |             |             |  |
|                | Christian Dhée       | Divers         | 94           | 0,19         |             |             |  |
|                |                      |                |              |              |             |             |  |
| Inscrits       | Inscrits             | Inscrits       | 77 449       | 100,00       | 77 452      | 100,00      |  |
| Abstentions    | Abstentions          | Abstentions    | 27 009       | 34,87        | 30 751      | 39,7        |  |
| Votants        | Votants              | Votants        | 50 440       | 65,13        | 46 701      | 60,3        |  |
| Blancs et nuls | Blancs et nuls       | Blancs et nuls | 1 004        | 1,99         | 1 659       | 3,55        |  |
| Exprimés       | Exprimés             | Exprimés       | 49 436       | 98,01        | 45 042      | 96,45       |  |

Le suppléant de Serge Grouard était André Marsy, conseiller général du canton de Patay, maire de Patay, médecin.

### Élections de 2007
| Candidat       | Candidat                    | Parti          | Premier tour | Premier tour | Second tour | Second tour |  |
| Candidat       | Candidat                    | Parti          | Voix         | %            | Voix        | %           |  |
| -------------- | --------------------------- | -------------- | ------------ | ------------ | ----------- | ----------- |  |
|                | Serge Grouard sortant réélu | UMP            | 22 569       | 46,3         | 25 054      | 54,65       |  |
|                | Christophe Chaillou         | PS             | 12 104       | 24,83        | 20 793      | 45,35       |  |
|                | Michel Guérin               | PCF            | 4 963        | 10,18        |             |             |  |
|                | Cécile Richard              | UDF–MoDem      | 2 980        | 6,11         |             |             |  |
|                | Sabrina Duchesne            | FN             | 2 035        | 4,17         |             |             |  |
|                | Moïsette Crosnier           | Les Verts      | 1 210        | 2,48         |             |             |  |
|                | Chantal Thabourin           | LCR            | 783          | 1,61         |             |             |  |
|                | Dominique Bègue             | MPF            | 733          | 1,5          |             |             |  |
|                | Maryse Retali               | LT-LNÉ         | 465          | 0,95         |             |             |  |
|                | Farida Megdoud              | LO             | 319          | 0,65         |             |             |  |
|                | François René               | MNR            | 304          | 0,62         |             |             |  |
|                | Patrick Péraud              | Divers         | 279          | 0,57         |             |             |  |
|                |                             |                |              |              |             |             |  |
| Inscrits       | Inscrits                    | Inscrits       | 81 761       | 100,00       | 81 764      | 100,00      |  |
| Abstentions    | Abstentions                 | Abstentions    | 32 268       | 39,47        | 34 634      | 42,36       |  |
| Votants        | Votants                     | Votants        | 49 493       | 60,53        | 47 130      | 57,64       |  |
| Blancs et nuls | Blancs et nuls              | Blancs et nuls | 749          | 1,51         | 1 283       | 2,72        |  |
| Exprimés       | Exprimés                    | Exprimés       | 48 744       | 98,49        | 45 847      | 97,28       |  |

### Élections de 2012
| Candidat       | Candidat                    | Parti                    | Premier tour | Premier tour | Second tour | Second tour |  |
| Candidat       | Candidat                    | Parti                    | Voix         | %            | Voix        | %           |  |
| -------------- | --------------------------- | ------------------------ | ------------ | ------------ | ----------- | ----------- |  |
|                | Serge Grouard sortant réélu | UMP                      | 17 879       | 37,24        | 23 915      | 50,37       |  |
|                | Christophe Chaillou         | PS                       | 17 444       | 36,33        | 23 561      | 49,63       |  |
|                | Philippe Lecoq              | RBM (FN)                 | 6 812        | 14,19        |             |             |  |
|                | Sylvie Dubois               | FG (PCF) (Divers gauche) | 2 694        | 5,61         |             |             |  |
|                | Moïsette Crosnier           | EÉLV                     | 1 097        | 2,28         |             |             |  |
|                | Guy Torreilles              | CpF (MoDem)              | 879          | 1,83         |             |             |  |
|                | Joëlle Perrin               | DLR                      | 292          | 0,61         |             |             |  |
|                | Gérard Gascoin              | AÉI                      | 288          | 0,60         |             |             |  |
|                | Alix de Courrèges           | PCD                      | 230          | 0,48         |             |             |  |
|                | Marie-Pierre Regnault       | NPA                      | 207          | 0,43         |             |             |  |
|                | Farida Megdoud              | LO                       | 190          | 0,40         |             |             |  |
|                |                             |                          |              |              |             |             |  |
| Inscrits       | Inscrits                    | Inscrits                 | 81 929       | 100,00       | 81 930      | 100,00      |  |
| Abstentions    | Abstentions                 | Abstentions              | 33 354       | 40,71        | 33 228      | 40,56       |  |
| Votants        | Votants                     | Votants                  | 48 575       | 59,29        | 48 702      | 59,44       |  |
| Blancs et nuls | Blancs et nuls              | Blancs et nuls           | 563          | 1,16         | 1 226       | 2,52        |  |
| Exprimés       | Exprimés                    | Exprimés                 | 48 012       | 98,84        | 47 476      | 97,48       |  |

### Élections de 2017
Député sortant : Serge Grouard (Les Républicains).
|                                                                        |                                                                                        |                           |                           |                          |                          |
|                                                                        |                                                                                        | Premier tour 11 juin 2017 | Premier tour 11 juin 2017 | Second tour 18 juin 2017 | Second tour 18 juin 2017 |
|                                                                        |                                                                                        |                           |                           |                          |                          |
|                                                                        |                                                                                        | Nombre                    | % des inscrits            | Nombre                   | % des inscrits           |
| Inscrits                                                               | Inscrits                                                                               | 85 273                    | 100,00                    | 85 276                   | 100,00                   |
| Abstentions                                                            | Abstentions                                                                            | 42 783                    | 50,17                     | 47 956                   | 56,24                    |
| Votants                                                                | Votants                                                                                | 42 490                    | 49,83                     | 37 320                   | 43,76                    |
|                                                                        |                                                                                        |                           | % des votants             |                          | % des votants            |
| Bulletins blancs                                                       | Bulletins blancs                                                                       | 546                       | 1,29                      | 2 431                    | 6,51                     |
| Bulletins nuls                                                         | Bulletins nuls                                                                         | 223                       | 0,52                      | 971                      | 2,60                     |
| Suffrages exprimés                                                     | Suffrages exprimés                                                                     | 41 721                    | 98,19                     | 33 918                   | 90,88                    |
|                                                                        |                                                                                        |                           |                           |                          |                          |
| Candidat Étiquette politique (partis et alliances)                     | Candidat Étiquette politique (partis et alliances)                                     | Voix                      | % des exprimés            | Voix                     | % des exprimés           |
|                                                                        |                                                                                        |                           |                           |                          |                          |
|                                                                        | Caroline Janvier La République en marche !                                             | 14 770                    | 35,40                     | 17 376                   | 51,23                    |
|                                                                        | Serge Grouard (député sortant) Les Républicains (Union des démocrates et indépendants) | 11 583                    | 27,76                     | 16 542                   | 48,77                    |
|                                                                        | Nadine Boisgerault Front national                                                      | 4 902                     | 11,75                     |                          |                          |
|                                                                        | Olivier Hicter La France insoumise                                                     | 4 051                     | 9,71                      |                          |                          |
|                                                                        | Jean-Philippe Grand Europe Écologie Les Verts (Parti socialiste)                       | 3 424                     | 8,21                      |                          |                          |
|                                                                        | Mathieu Gallois Parti communiste français                                              | 1 554                     | 3,72                      |                          |                          |
|                                                                        | David Van Hemelryck Debout la France                                                   | 357                       | 0,86                      |                          |                          |
|                                                                        | Farida Megdoud Lutte ouvrière                                                          | 339                       | 0,81                      |                          |                          |
|                                                                        | Alix de Courrèges Divers droite (Parti chrétien-démocrate)                             | 336                       | 0,81                      |                          |                          |
|                                                                        | Éliane Faure Divers (Union populaire républicaine)                                     | 240                       | 0,58                      |                          |                          |
|                                                                        | Pascal Tebibel Divers droite (577-Les Indépendants)                                    | 165                       | 0,40                      |                          |                          |
|                                                                        | Maurice Valix Divers (Parti pirate)                                                    | 0                         | 0,00                      |                          |                          |
| Source : Ministère de l'Intérieur - Deuxième circonscription du Loiret |                                                                                        |                           |                           |                          |                          |

### Élections de 2022
Les élections législatives françaises de 2022 se déroulent les dimanches 12 et 19 juin 2022.
| Résultats des élections législatives des 12 et 19 juin 2022 de la 2e circonscription du Loiret |                          |                          |              |              |             |             |
| Candidat                                                                                       | Candidat                 | Parti et coalition       | Premier tour | Premier tour | Second tour | Second tour |
| Candidat                                                                                       | Candidat                 | Parti et coalition       | Voix         | %            | Voix        | %           |
|                                                                                                | Caroline Janvier         | LREM (Ens)               | 11 978       | 29,10        | 20 535      | 55,78       |
|                                                                                                | Emmanuel Duplessy,       | G.s (NUPES)              | 10 338       | 25,12        | 16 280      | 44,22       |
|                                                                                                | Élodie Babin             | RN                       | 7 911        | 19,22        |             |             |
|                                                                                                | Alexandre Houssard       | LR                       | 4 811        | 11,69        |             |             |
|                                                                                                | Jean-Paul Mallet         | REC                      | 2 043        | 4,96         |             |             |
|                                                                                                | Yann Chaillou            | DVG (PRG)                | 1 720        | 4,18         |             |             |
|                                                                                                | Sarah Bertran            | SE                       | 868          | 2,11         |             |             |
|                                                                                                | Anaïs Boyer              | PA                       | 737          | 1,79         |             |             |
|                                                                                                | Farida Megdoud           | LO                       | 496          | 1,21         |             |             |
|                                                                                                | Abdelrachid Achboune     | UDMF                     | 257          | 0,62         |             |             |
| Votes valides                                                                                  | Votes valides            | Votes valides            | 41 159       | 98,00        | 36 815      | 91,06       |
| Votes blancs                                                                                   | Votes blancs             | Votes blancs             | 585          | 1,39         | 2 496       | 6,17        |
| Votes nuls                                                                                     | Votes nuls               | Votes nuls               | 253          | 0,60         | 1 118       | 2,77        |
| Total                                                                                          | Total                    | Total                    | 41 997       | 100          | 40 429      | 100         |
| Abstention                                                                                     | Abstention               | Abstention               | 45 300       | 51,89        | 46 868      | 53,69       |
| Inscrits / participation                                                                       | Inscrits / participation | Inscrits / participation | 87 297       | 48,11        | 87 297      | 46,31       |

### Élections de 2024
| Candidat                 | Candidat                 | Parti et coalition       | Nuance                   | Premier tour | Premier tour | Second tour | Second tour |
| Candidat                 | Candidat                 | Parti et coalition       | Nuance                   | Voix         | %            | Voix        | %           |
| ------------------------ | ------------------------ | ------------------------ | ------------------------ | ------------ | ------------ | ----------- | ----------- |
|                          | Élodie Babin             | RN                       | RN                       | 18 957       | 32,91        | 23 375      | 43,85       |
|                          | Emmanuel Duplessy        | G.s (NFP)                | UG                       | 16 148       | 28,03        | 29 934      | 56,15       |
|                          | Caroline Janvier         | RE (ENS)                 | ENS                      | 13 263       | 23,03        | Retrait     | Retrait     |
|                          | Cyril Colas              | LR                       | LR                       | 4 527        | 7,86         |             |             |
|                          | Yann Chaillou            | DVG                      | DVG                      | 1 951        | 3,39         |             |             |
|                          | Bruno Carrani            | ECO                      | ECO                      | 1 474        | 2,56         |             |             |
|                          | Marie-Odile Duvillard    | REC                      | REC                      | 716          | 1,24         |             |             |
|                          | Farida Megdoud           | LO                       | EXG                      | 388          | 0,67         |             |             |
|                          | Ahmed Aachboun           | DVG                      | DVG                      | 178          | 0,31         |             |             |
|                          |                          |                          |                          |              |              |             |             |
| Suffrages exprimés       | Suffrages exprimés       | Suffrages exprimés       | Suffrages exprimés       | 57 602       | 97,90        | 53 309      | 90,50       |
| Votes blancs             | Votes blancs             | Votes blancs             | Votes blancs             | 836          | 1,42         | 4 330       | 7,35        |
| Votes nuls               | Votes nuls               | Votes nuls               | Votes nuls               | 398          | 0,68         | 1 264       | 2,15        |
| Total                    | Total                    | Total                    | Total                    | 58 836       | 100          | 58 903      | 100         |
| Abstention               | Abstention               | Abstention               | Abstention               | 29 765       | 33,59        | 29 720      | 33,54       |
| Inscrits / participation | Inscrits / participation | Inscrits / participation | Inscrits / participation | 88 601       | 66,41        | 88 623      | 66,46       |